# 格罗德诺航空1252号班机空难
格罗德诺航空1252号班机（GRX1252）是一架安-12BK于2021年11月3日复飞失败坠毁，机上9人全部遇难。
|  |

## 事故
该机在进近伊爾庫茨克國際機場30号跑道，天气变坏、能见度750m、降雪、风向290°风速8m/s。机组人员在着陆前向塔台报告需要绕飞。东南0700米处30号跑道能见度1600米。积雨云云底高度200米，气温−7 °C（19 °F），露点-8°C。当地时间（UTC+08:00)19:45，飞机从机场雷达显示中消失。坠落后飞机起火，溢出的燃料被点燃，蔓延到了300平方米的过火区域。

## 机型
该机由塔什干机械厂制造。1968年进入苏联空军使用。2003年卖给亚美尼亚航空公司。2014年转给塔吉克斯坦亚洲航空公司。2016年转入格罗德诺航空公司。
机组人员：
- 机长亚历山大·尼古拉耶维奇·叶戈罗夫（俄罗斯公民）。
- 副驾驶奥列格·瓦列里耶维奇·舒奇科（乌克兰公民）。
- 领航员安德烈·叶夫根尼耶维奇·谢尔盖耶夫（白俄罗斯公民）。
- 飞行机械师尤里·尼古拉耶维奇·克罗帕列夫（俄罗斯公民）。
- 飞行无线电操作员（乌克兰公民）。

乘客：
- 维修工程师
  - 德米特里·伊万诺维奇·加莫年科（白俄罗斯公民）。
  - 马克西姆·米哈伊洛维奇·卡尔普克（白俄罗斯公民）。
- 随行货物的服务乘客
  - 尤里·维克托罗维奇·沃洛金（俄罗斯公民）。
  - 奥列格·爱德华多维奇·维什涅夫（俄罗斯公民）